# بولکووو
بولکووو (به لهستانی:  Bulkowo) یک روستا در لهستان است که در گمینا بولکووو واقع شده‌است.